# 阪急バス伊丹営業所
阪急バス伊丹営業所（はんきゅうバスいたみえいぎょうしょ）は、兵庫県伊丹市南町にある阪急バスの営業所。
最寄りの停留所は「伊丹営業所前」および、伊丹市交通局の「南町住宅前」。産業道路とJR福知山線に挟まれた場所にある。

## 概要
兵庫県伊丹市内を中心に、尼崎市東部、川西市南部、宝塚市南東部及び大阪府豊中市の一部に乗り入れる路線を担当している。また、園田競馬場（尼崎市、開催日のみ）へのシャトルバスも担当している。
この他、かつては西宮市への路線も通年運行していたが、現在は臨時便のみとなっている。
他の営業所と異なり、伊丹市には市街地を網羅する市営バスが存在するため、また尼崎市では尼崎市交通局を前身とする阪神バス尼崎市内線があるため、阪急バスの路線は基本的にターミナル駅を基点として郊外の地域や両市外へ向けて走行するものに限られている。1980年代から90年代にかけて行なった減便・減車や、西宮方面の定期路線の撤退により、最盛期に比べれば規模は縮小している。
かつては当営業所より南に600mほどの尼崎市猪名寺にあった「尼崎営業所」が当該エリアを担当していたが、県立尼崎稲園高校の開校を受けて1979年8月25日に移転し、当営業所を開設した。
2002年2月1日から、路線バスの運行業務は阪急田園バスに委託していたが、2019年7月1日に同社が阪急バスに吸収合併された後は、再び阪急バスが直営で運行業務を行っている。

## 現行路線

### 尼崎線
阪神尼崎駅から駅前の県道尼崎池田線（通称・産業道路、尼崎市内では玉江橋線）を北上し、伊丹市を経て川西市の中心部に至る幹線。沿線には工業施設が目立つが、尼崎市北部に位置するつかしんを筆頭に商業施設も多く、利用者もほぼ終日にわたって多い。
中心となる56系統は、日中は20分間隔の運行。以前は阪急塚口発着の57系統も、56系統と同じダイヤパターンで運行されており、両系統が重なる区間（阪神尼崎 - ピッコロシアター、塚口本町 - 伊丹営業所前間）では10分間隔となっていたが、2020年12月17日ダイヤ改正において土休日は57系統が40分毎に減便されて以降は間隔が揃わなくなっている。
「阪神尼崎」停留所は元は「阪神」がつかず、ただ単に「尼崎」と称していたが、2009年11月1日の改正で、阪神バスと同じ「阪神尼崎」となったほか、利便性の向上の目的として、他の停留所でも並行して運行している他社局と名称を揃える措置が執られた。
2010年8月1日から2020年12月16日までは尼崎市交通局→阪神バス尼崎市内線との共同運行を行う系統もあった。JR尼崎（北） - 尾浜 - 阪急塚口の58系統（阪神バスも番号は同一）で、当初は阪神バスと便数を折半し昼間は30分間隔（各社局1本ずつ）であったが、2017年11月1日のダイヤ変更にて阪急バス便は平日朝夕の各2往復（1日4往復）のみに削減、土休日は運行取りやめとなり、2019年4月27日のダイヤ改正で阪急バス便は平日朝1往復のみとなった（阪神バス便は変更なし）。また、2019年7月26日の阪神バスのダイヤ改正で同社便は潮江1丁目停留所新設に伴う経路変更を行ったが、当社側の58系統は当該停留所を無停車扱いとしたためダイヤ改正と経路変更は実施しなかった。そして2020年12月17日に残った1往復も減便という形で廃止となり、阪神バスのみの運行となった。58系統では後ろ乗り・運賃後払い方式の阪急バスに対し、阪神バス尼崎市内線は前乗り・運賃先払い方式のため、阪急塚口 - 尾浜間の停留所には新たに尼崎市交通局の標柱（移譲後は阪神バスがそのまま使用）が設置されたほか、乗車方式等の違いを喚起する看板も置かれていた。
2022年12月17日に「機工前」停留所が「久代六丁目」に改称。

#### 川西能勢口発着
かつての56系統は阪神尼崎から川西能勢口を経て池田との間を結んでおり、運行本数もピーク時の1970年代で現在の倍以上あった。しかし、並行するJR宝塚線の輸送改善や道路渋滞による影響で客離れが進み、川西 - 池田間では国道176号の渋滞による遅延も多く発生していたこともあり、数次にわたり減便を強いられる。それ以後も、産業道路では阪急神戸線やJR宝塚線および国道176号との交差点や、片側1車線の区間を中心に渋滞が発生しやすいポイントが多かったが、鉄道2路線との立体交差化や、2005年の全区間片側2車線以上への拡張完了により、遅延は減少している。1991年2月20日に川西能勢口駅の南側に川西バスターミナルが開設され川西での折り返しが容易になると、同日の改正から昼間以外は尼崎 - 川西間の運行となり、その後1997年10月16日の改正により桃源台線と同時に池田への乗り入れは廃止された。
阪神尼崎では5のりばから、阪急川西能勢口駅では7のりばから発車する。
- 56系統：阪神尼崎 - スポーツセンター - 尾浜 - 西坂部 - ピッコロシアター - つかしん前 - 猪名寺西口 - 伊丹営業所前 - 伊丹中央 - 卸売市場前 - 北村 - 久代六丁目 - 久代口 - 阪急川西能勢口駅
  - 基本は阪神尼崎 - 阪急川西能勢口駅間の系統であるが、車両の出入庫を兼ねて、阪神尼崎・阪急川西能勢口駅 - 伊丹営業所前発着の区間便（下記59系統とは異なり阪神尼崎発着は阪急塚口を経由しない）や、早朝・夜などに阪神尼崎 - 伊丹中央間の区間便も運行される。

#### 塚口発着または経由
平日の日中はそれぞれ60分間隔（30分おきの交互運行ではない）、土休日は2時間で3本運行（40分間隔で57 → 57 → 59のサイクル）となっている。尼崎 - 塚口 - 伊丹営業所の系統は2020年代に入り改称を複数回行われている。この系統でピッコロシアター以南 - 塚口本町以北を通しで乗車すると同区間を直進する56系統より乗車時間がかかってしまうため、57系統の延長便扱いであった2024年までは時刻表において阪急塚口経由であることが強調されていた。
阪神尼崎では6のりばから、阪急塚口では尼崎行きが4のりば・伊丹営業所前行きが5のりばから発車。
- 57系統：阪神尼崎 - スポーツセンター - 尾浜 - 西坂部 - ピッコロシアター - 阪急塚口
- 59系統：阪神尼崎 - スポーツセンター - 尾浜 - 西坂部 - ピッコロシアター - 阪急塚口 - つかしん前 - 猪名寺西口 - 伊丹営業所前
  - 2020年12月17日のダイヤ改正で55系統を57系統へ統合する形で番号改称[4][注 16]。さらに2024年11月25日の改正で現行番号へ改称。

### 桃源台線
阪急川西能勢口駅と阪急伊丹の間を結ぶ路線。前述の尼崎線よりも西側の地域を走行する。かつての系統番号は80番台だったが、1998年12月の改編により、現在は60番台となっている。
日中は両駅間直通の62系統と2024年11月25日に新設された総監部前・瑞穂小学校前循環63系統の交互運行で、それぞれの運行間隔は40分だが2系統合わせて川西能勢口発基準では20分間隔となっている。早朝や夜間は出入庫の関係で総監部前で分岐して北村を起終点とした60・61系統もごく少数ながら運行される。
阪急伊丹を出てすぐの区間（清水橋 - 高台間）に狭隘路があり、バス同士の円滑な離合を図るための専用信号機が設置されている。その関係で、運用に就く車両も信号機に対応するアンテナを搭載した専用車となる（同区間を運行する伊丹市営バスにも専用車がある）。
2009年11月1日の改正でJR伊丹発着の系統が新設されたが、2024年の改正で廃止された。
2020年12月17日改正まではJR川西池田にも一部が乗り入れていた。またこの改正では「コニカミノルタ前」「加茂幼稚園前」停留所がそれぞれ「高台」「加茂二丁目」に改称、前者の停留所前にあったコニカミノルタ伊丹サイトは2021年3月31日をもって閉鎖。
阪急川西能勢口駅では6のりばから、阪急伊丹では行き先を問わず7番のりばから発車。
- 60系統：阪急伊丹 - 春日丘 - 伊丹坂 - 瑞穂小学校前 - 総監部前 - 北村
  - 元は80系統だったが、改編時に北村 → 阪急伊丹系統を往復化のうえ60系統に改番。80系統時代は往路と復路で経由順が異なり、阪急伊丹発は北村を先に経由し総監部前で終着となっていた。
- 61系統：北村 - 総監部前 - 上加茂 - 阪急川西能勢口駅
- 62系統：阪急川西能勢口駅 - 上加茂 - 総監部前 - 瑞穂小学校前 - 伊丹坂 - 春日丘 - 阪急伊丹
  - 元は82系統を名乗っており、尼崎線56系統と同様に池田へも乗り入れていたが1997年10月に廃止。その後上記の改編で62系統に改番。
  - 上記の通り、2009年から2024年まではJR伊丹への延長便も運行されていた[注 17]。
- 63系統：阪急川西能勢口駅 → 上加茂 → 総監部前 → 瑞穂小学校前 → 総監部前 → 上加茂 → 阪急川西能勢口駅

### 岡町線
伊丹市と豊中市を東西に結ぶ路線。経路上で、大阪国際空港の滑走路の下をくぐる。阪急伊丹 - 宮川原橋間（滑走路の東側付近）は、伊丹市営バスの25・26系統（阪急伊丹 - 大阪国際空港線）と並行する。
当初から設定されていたのは伊丹 - 豊中間直通の84系統で、これに加え2002年にはイオンモール伊丹（開業時はダイヤモンドシティ・テラス）の開業に伴い81系統が、2009年11月1日の改正では営業所発着の82系統が新設された。同改正では土日の81系統が運行休止となったことで、おおむね1時間毎に82系統とイオンモールを経由しない84系統が交互に走る形態となった。しかし、土日のイオンモール → 豊中行きが約2時間に1本と少なくなるため、2010年12月18日に再度改正が行われ、土日に81系統が追加、代わりに84系統が大幅に減便された。なお、81・82系統の新設に伴い、従来からの84系統も含め、克明小学校前 - 豊中間の経路が、従来の一方循環（克明小学校前 → 豊中 → 北桜塚 → 桜塚 → 克明小学校前）から、豊中折り返しの往復同一経路に変更された。
2024年11月25日の改正直前までは1時間あたり1本前後は運行されていたが、同改正では84系統が廃止され、残った81・82系統も合わせて1日5往復のみと大幅減便となった。
「イオンモール伊丹」停留所には「JR伊丹駅東口」の副名称が付いており、同駅とは停留所付近にあるペデストリアンデッキでアクセスしている。伊丹市営バスの「JR伊丹」停留所は、福知山線（JR宝塚線）の線路を挟んだ西口側にある。
2021年4月12日より豊中停留所が「阪急豊中駅」に改称。
阪急伊丹では行き先を問わず8番のりばから、イオンモール伊丹（JR伊丹駅東口）では1番のりばから、阪急豊中駅では5番のりばから発車。
- 81系統：イオンモール伊丹（JR伊丹駅東口） - 宮川原橋 - 走井 - 克明小学校前 - 阪急豊中駅
- 82系統：阪急伊丹 - イオンモール伊丹（JR伊丹駅東口） - 宮川原橋 - 走井 - 克明小学校前 - 阪急豊中駅

### 満願寺線
川西能勢口駅および雲雀丘花屋敷駅から北進し、満願寺や愛宕原ゴルフ場へと向かう路線。
1998年の改編時に石橋営業所から移管。その後2017年11月1日改正時の伏尾台営業所移管を経て、同営業所閉鎖に伴う2022年12月17日の改正で5年ぶりに当営業所に復帰。その際にJR川西池田駅と阪急川西能勢口駅間は廃止された。この移管時に併せて阪急川西能勢口駅 → 小花一丁目 → 阪急池田駅の151系統が新設されたが、2025年に廃止された。
阪急川西能勢口駅では2のりばから発車。
- 150系統：阪急川西能勢口駅 - 阪急雲雀丘花屋敷駅 - 満願寺 - 愛宕原ゴルフ場
  - 阪急川西能勢口駅発着は終日2時間おきで、阪急雲雀丘花屋敷駅発着の区間便が中心。日中は雲雀丘花屋敷以遠は30分間隔での運行となる。

### 園田競馬線
園田競馬の開催日や姫路競馬の場外発売日にピストン運行される臨時路線。通称は「ファンバス」。
車両は、運賃箱やカードリーダーを撤去した専用車が充当される。
専用の方向幕には、兵庫県競馬組合の馬のキャラクターが描かれている。
JR尼崎発着の系統は、尼崎市営バスが従来運行していたもので、2009年5月からの共同運行を経て、2012年4月3日より完全に移管された。
園田競馬場では、西側に設けられたロータリーに発着しているが、2013年のナイター開催開始後は客席に隣接する東側にも乗り場（「園田競馬場東」停留所）が設けられた。
- 阪急園田 - 園田競馬場
- 阪神尼崎 - JR尼崎 - 園田競馬場
  - 競馬場発尼崎行きについては、阪神直行便とJR直行便も1本ずつ設定されている。

## 過去の担当路線
この他、のちに尼崎市交通局（現・阪神バス尼崎市内線）に組み込まれることとなる路線の一部も本営業所が管轄していた。また当営業所の運行区域から外れたかやの中央線も当初は伊丹営業所が管轄していた（のち石橋営業所に移管）。

### 園田線
伊丹市南部から尼崎市北東部を結ぶ路線。運行末期の2020年9月時点では伊丹営業所 - JR猪名寺 - 阪急園田間を運行する88系統が平日のみ1日2往復運行されていた。過去には阪急伊丹や阪急塚口発着の系統、JR猪名寺 - 阪急園田間の区間系統も存在した。
JR猪名寺 - 阪急園田両駅間を結ぶ路線バスは、当路線の他に阪神バス尼崎市内線の20系統があるが、双方の経由地が異なり、北寄りの田能や園田競馬場を経由する阪神バスに対し、こちらは山陽新幹線の高架沿いを走行した。
ワンマン化以前は、藻川を渡ると、瓦宮から北に向かう曲がりくねった狭隘路を通り、園田支所前から尼崎市立園田小学校の横を通って猪名寺に抜けるルートを走っていたが、このルートはかつての有馬街道の本道でもある。
2009年11月1日改正では阪急伊丹 - 伊丹営業所前間の運行が取り止められたほか、JR猪名寺 - 阪急園田間の日中の運行間隔を40分毎から60分毎に減便。2014年8月27日の改正では日中を中心にさらに本数が削減され、朝・昼・夕方から夜間にそれぞれ1 - 3往復となった（平日8往復、土休日4往復）。2017年11月1日の改正では、平日の日中と夜間、土休日の全便が削減され、平日の朝・夕方に各1往復ずつのみとなった。
2020年9月25日の運行を最後に路線廃止。
- 88系統：伊丹営業所前 - JR猪名寺 - 園田公民館 - 阪急園田

### 伊丹西宮線
大祭臨時バスのルーツとなった路線。末期は1日3往復のみとなり、1998年12月25日の改正で休止された。
国道171号上では豊中西宮線（96・97系統）と並行する。阪神東口停留所は、方向幕では「阪神西宮東口」と表記された（路線の休止から約3年後、西宮東口駅も廃止された）。また、阪急門戸停留所は国道171号の門戸陸橋西交差点にあり、門戸厄神駅からは離れている。
- 86系統：阪急伊丹 - 小井ノ内 - 昆陽ノ里 - 甲武橋西詰 - 阪急門戸 - 阪神東口

### 伊丹甲子園線
伊丹西宮線と同様に、1998年12月25日の改編で休止された（末期の本数も同じく、1日3往復）。甲武橋を渡るところまでは同線と同じ経路で、橋の西側で武庫川沿いの兵庫県道114号西宮宝塚線に入り、武庫川線（36系統）と同じルートで甲子園口まで運行していた。
- 87系統：阪急伊丹 - 小井ノ内 - 昆陽ノ里 - 甲武橋西詰[注 23] - 上武庫橋 - JR甲子園口

### 伊丹石橋線
阪急伊丹およびJR伊丹（1989年5月18日の改正以降）から、北伊丹駅を経て阪急石橋まで運行する系統である。阪急石橋付近の経路は往復ではなく、一方循環となっていた。
県道尼崎池田線（産業道路）上では尼崎線と、国道171号上では豊中西宮線（96・97系統）と並行していた。
かつては1時間間隔の運行だったが、1998年12月25日の改正より1日朝昼夕各2本ずつの計6本に減便された。2009年11月1日の改正で廃止。
- 83系統：阪急伊丹 → JR伊丹 → 北伊丹 → 北轟木 → 阪急石橋→ ダイハツ本社前 → 北伊丹 → JR伊丹 → 阪急伊丹

### 大祭臨時バス
西宮市内にある西宮戎や門戸厄神において、毎年1月に大祭が行われる日に限り、伊丹方面から臨時のバスが運行されていた。経路は伊丹西宮線（86系統）のものを引き継いでおり、国道171号上では豊中西宮線と並行していた。
時刻表は1月初め頃から公開されていたが、起終点の阪急伊丹と西宮戎（または阪急門戸）を除き乗客向けには発車時刻を公表（設定）しておらず、中間の停留所では臨時便を運行するという旨の掲示が行われるのみであった（運行日以外を含む）。
阪急門戸停留所は門戸厄神へは北に1kmほどの距離がある。阪急門戸は現地の標柱での表記であり、臨時バスとしての案内上は門戸厄神と称している。
西宮戎発着の系統については、えびす様の絵が描かれた専用の方向幕が用意されている（LED搭載車は行先のみ表示）。また、西宮戎向けの臨時バスには西宮北口発着の系統もあった（西宮市内線の一部の扱い）。
なお、2016年以降は西宮戎・阪急門戸系統ともに休止している。
- 阪急伊丹 - 小井ノ内 - 昆陽ノ里 - 甲武橋西詰 - 阪急門戸 - 広田 - （無停車） - 西宮戎
  - 西宮戎大祭時（毎年1月9日 - 11日）の系統。

- 阪急伊丹 - 小井ノ内 - 昆陽ノ里 - 甲武橋西詰 - 阪急門戸
  - 門戸厄神厄除大祭時（毎年1月18日 - 19日）の系統。

## 運賃
伊丹市は伊丹市営バスが・尼崎市は阪神バス尼崎市内線が存在するため、両市ではそれぞれ両社局に同調した230円運賃で、それ以外は240円になるため、尼崎市と伊丹市にまたがる路線、尼崎市・伊丹市・その他の市または伊丹市・その他の市にまたがる路線は区間制運賃を採用し、伊丹市または尼崎市で完結する路線は230円均一となる。岡町線は伊丹市営バスと同調区間（宮川原橋以西）は230円、それ以外は250円で同調区間外から同調区間内にまたがっても230円と特殊な運賃形態である。

## 車両
2020年6月現在55台が在籍し、大型4メーカー（三菱ふそう・日野・いすゞ・日産ディーゼル）が揃う。
1995年に、阪急バスとしては初めて日産ディーゼル（現・UDトラックス）製の車両が当営業所に配置され、2004年頃ではUD車の比率が高かった。また、AT車も在籍している。2006年頃では純粋な大型車の導入は少なくなる代わりに中型ロングボディ車が増えていたが、中型ロングボディ車が生産中止となったため、2010年代以降は大型車の導入に戻っている。
尼崎線は、かつては旺盛な需要に応えるため、千里ニュータウンエリアや加島線（2020年7月廃止）同様に大型ロングボディ車が大量配置されており、中にはツーマンバスをワンマンカーに改造した3扉車（中扉は締切）なども存在していた。
桃源台線は大型車が狭隘路を運行するため、専用の無線アンテナを装備した車両を使用。また、廃止された園田線も狭隘路運行のため中型車が配属されていた。

## その他
阪急バスでは2010年以降車内に液晶ディスプレイ導入時に車内放送を変更したが、当営業所はこれらの導入は2013年以降と他の営業所に比べて遅れた対応となった。また発車時の放送が他の営業所と異なり他の営業所は「発車します。ご注意ください」と放送するのに対し、当営業所は「発車します。ご注意願います」と放送し、「発車します。」のイントネーションもほかの営業所とことなっていたが、2016年以降ほかの営業所の発車時の放送が「発車します。吊革手すりをお持ち下さい」に変更し、当営業所もそれに変更したため当営業所独自の発車放送は消滅した。